# Ludia goniata
Ludia goniata är en fjärilsart som beskrevs av Rothschild 1907. Ludia goniata ingår i släktet Ludia och familjen påfågelsspinnare. Inga underarter finns listade i Catalogue of Life.